# Kršitve človekovih pravic na Kitajskem
Človekove pravice v Ljudski republiki Kitajski redno pregleduje Odbor Združenih narodov za človekove pravice (UNHRC), v katerem sodelujejo Kitajska komunistična partija (KPK), vlada Ljudske republike Kitajske (LRK) ter različne tuje vlade in organizacije za človekove pravice. Organi KPK in LRK, njihovi podporniki in drugi zagovorniki trdijo, da obstoječe politike in izvršilni ukrepi zadostujejo za zaščito pred zlorabami človekovih pravic. Vendar pa druge države in njihovi organi (kot so Ministrstvo za zunanje zadeve Združenih držav Amerike, Kanada za globalne zadeve itd.), mednarodne nevladne organizacije (NVO), vključno s Human Rights in China in Amnesty International, ter državljani, odvetniki in disidenti znotraj  države, navajajo, da oblasti v Ljudski republiki Kitajski redno sankcionirajo ali organizirajo več zlorab.
Jiang Tianyong je najnovejši odvetnik, znan po zagovarjanju zaprtih kritikov vlade. V zatiranju 709, ki se je začelo leta 2015, je bilo aretiranih in pridržanih več kot 200 odvetnikov, pravnih pomočnikov in aktivistov, vključno z Jiangom.
Neodvisne nevladne organizacije, kot sta Amnesty International in Human Rights Watch, ter tuje vladne institucije, kot je ameriško zunanje ministrstvo, redno predstavljajo dokaze o tem, da komunistična vlada LRK krši svobodo govora, gibanja in versko opredeljenost svojih državljanov in druge stvari. Oblasti v LRK trdijo, da človekove pravice opredeljujejo drugače, tako da vključujejo ekonomske in socialne ter politične pravice, vse v povezavi z "nacionalno kulturo" in stopnjo razvoja države. Oblasti v LRK, ki se sklicujejo na to definicijo, trdijo, da se človekove pravice izboljšujejo. Vendar ne uporabljajo definicije, ki jo uporablja večina držav in organizacij. Politiki LRK so večkrat trdili, da v skladu z ustavo LRK "štiri glavna načela" nadomestijo pravice do državljanstva. Uradniki LRK razlagajo primat štirih glavnih načel kot pravno podlago za aretacijo ljudi, za katere vlada pravi, da želijo zrušiti načela. Kitajskim državljanom, za katere oblasti menijo, da so v skladu s temi načeli, po drugi strani dovoljujejo organi LRK, da uživajo in uveljavljajo vse pravice, ki izhajajo iz državljanstva LRK, pod pogojem, da na kakršen koli drug način ne kršijo zakonov LRK.  
Številne skupine za človekove pravice so objavile vprašanja o človekovih pravicah na Kitajskem, za katere menijo, da vlada napačno ravna, vključno s smrtno kaznijo, politiko enega otroka (v kateri je Kitajska naredila izjeme za etnične manjšine, preden jo je odpravila leta 2015), politični in pravni status Tibeta ter zanemarjanje svobode tiska na celinski Kitajski. Druga zaskrbljujoča področja vključujejo pomanjkanje pravnega priznavanja človekovih pravic in pomanjkanje neodvisnega sodstva, pravne države in pravilnega postopka. Nadaljnja vprašanja v zvezi s človekovimi pravicami vključujejo resno pomanjkanje pravic delavcev (zlasti sistem hukou, ki omejuje svobodo gibanja delavcev in migrantov), odsotnost sindikatov, neodvisnih od KPK, in obtožbe o diskriminaciji proti podeželskim delavcem in etničnim manjšinam ter pomanjkanju verske svobode – skupine za pravice so izpostavile politično represijo nad kristjani, tibetanskimi budisti, ujgurskimi muslimani in drugimi verskimi skupinami. Nekatere kitajske aktivistične skupine poskušajo razširiti te svoboščine, vključno s Human Rights in China, China Human Rights Defenders in China Human Rights Lawyers Concern Group. Kitajski odvetniki za človekove pravice, ki prevzamejo primere, povezane s temi vprašanji, pa se pogosto soočajo z nadlegovanjem, izključitvijo in aretacijo.
Glede na poročilo Amnesty International iz leta 2016/2017 je vlada še naprej pripravljala in sprejemala vrsto novih zakonov o nacionalni varnosti, ki so predstavljali resne grožnje varstvu človekovih pravic. Zatiranje odvetnikov in aktivistov za človekove pravice po vsej državi se je nadaljevalo skozi vse leto. Aktivisti in zagovorniki človekovih pravic so bili še naprej sistematično podvrženi spremljanju, nadlegovanju, ustrahovanju, aretacijam in pridržanju. Poročilo navaja, da je policija pridržala vedno več zagovornikov človekovih pravic zunaj uradnih prostorov za pridržanje, včasih brez dostopa do odvetnika za daljša obdobja, zaradi česar so bili priporniki izpostavljeni nevarnosti mučenja in drugega slabega ravnanja. Knjigo-prodajalci, založniki, aktivisti in novinarji, ki so v sosednjih državah izginili v letih 2015 in 2016, so se pojavili v priporu na Kitajskem, kar je povzročilo zaskrbljenost glede kitajskih organov pregona, ki delujejo zunaj njihove jurisdikcije. Junija 2020 je skoraj 50 neodvisnih strokovnjakov ZN izrazilo široko zaskrbljenost zaradi zatiranja "temeljnih svoboščin" s strani kitajske vlade. Izpostavili so kolektivno politično represijo nad prebivalstvom, zlasti verskimi in etničnimi manjšinami, do pridržanja odvetnikov, tožilstva in zagovornikov človekovih pravic. Obsodili so tudi "nekaznovanost pretirane uporabe sile s strani policije, domnevno uporabo kemičnih sredstev proti protestnikom, domnevno spolno nadlegovanje in napad protestantk na policijskih postajah ter domnevno nadlegovanje zdravstvenih delavcev".

## Kršitve človekovih pravic
V času vladanja Maa Cetunga, od leta 1949 do 1976, so bile človekove pravice na Kitajskem zelo omejene. Kitajskim državljanom je bila odvzeta zasebna lastnina in veliko jih je bilo poslanih delat v kmetijstvo. Nasprotnike režima so zapirali v koncentracijska taborišča Laogai. Na podlagi izkušenj Sovjetov je Mao menil, da je nasilje potrebno za dosego cilja družbe, ki bi izhajala iz marksizma, zato je sam načrtoval in izvajal nasilje nad Kitajci, v zelo velikem obsegu, kar je pripeljalo do številnih kršitev človekovih pravic. To je doseglo vrhunec v kulturni revoluciji med leti 1966 in 1976, dogodek, ki je poleg velika števila smrtnih žrtev, hkrati Kitajsko pahnil tudi v veliko revščino in gospodarsko zaostalost. Po Maovi smrti leta 1976 je vodenje Kitajske prevzel njegov naslednik Deng Šjaoping, ki je ostro obsodil Maovo vladanje ter nato uvedel reforme, s čimer je končal kulturno revolucijo ter odpravil maoizem in s tem sprejel v veliki meri manj zatiralsko politiko. S tem se je kršenje človekovih pravic na Kitajskem v veliki meri zmanjšalo. Sprejeto je bilo imeti zasebno lastnino, vendar pod strogim nadzorom. Leta 1981 je kitajska komunistična partija obsodila Maovo kulturno revolucijo ter dejala, da je bila ta napačna in da je bila odgovorna za najhujše trpljenje, ki ga je utrpela država, ljudstvo in partija od nastanka. 
Čeprav ustava iz leta 1982 zagotavlja svobodo izražanja, kitajska vlada v svojem pravnem sistemu pogosto uporablja klavzuli o subverziji državne oblasti in varstvu državnih skrivnosti, da zapre tiste, ki so kritični do vlade. Med olimpijskimi igrami v Pekingu leta 2008 je kitajska vlada obljubila, da bo podelila dovoljenja državljanom, da protestirajo v posebej določenih območjih v Pekingu. Vendar je bila večina vlog zavrnjena, začasno ustavljena ali pa vložena in policija je pridržala nekaj ljudi, ki so zaprosili za dovoljenja. 
Sklicevanje na nekatere sporne dogodke in politična gibanja ter dostop do spletnih strani, ki jih organi Ljudske republike Kitajske (LRK ali celinska Kitajska) štejejo za nevarne ali kot grožnjo državni varnosti, so na internetu v LRK blokirani; in vsebina, ki je kritična do organov LRK ali ki jo oporekajo organi LRK, ni mogoče zaslediti v številnih objavah in je predmet nadzora CCP znotraj celinske Kitajske. Zakoni v LRK prepovedujejo zagovarjanje ločitve katerega koli dela njihovega ozemlja, ki ga zahtevajo v celinski Kitajski, ali javno kljubovanje temu vodstvo KPK pri upravljanju Kitajske. Nedovoljen protest med olimpijskimi igrami osmih tujih aktivistov v Muzeju kitajske etnične kulture, ki so demonstrirali za tako imenovani svobodni Tibet in blokirali vhod, so zatrli, protestnike pa odpeljali nazaj domov. 